# Diocese de Springfield (Massachusetts)
A Diocese de Springfield (Dioecesis Campifontis) é uma circunscrição eclesiástica da Igreja Católica sediada em Springfield, localizada no estado norte-americano de Massachusets. Abrange os seguintes condados: Berkshire, Franklin, Hampshire, e Hampden. Foi erigida em 14 de junho de 1870, por meio do breve Ex commissi Nobis do Papa Pio IX, sendo desmembrada da Diocese de Boston, elevada a arquidiocese metropolitana cinco anos depois, da qual a sé de Springfield passou a ser sufragânea. Seu atual bispo é William Draper Byrne que governa a diocese desde 2020 e sua sé episcopal é a Catedral de São Miguel. 
Possui 81 paróquias assistidas por 177 sacerdotes e cerca de 28,6% da população jurisdicionada é batizada.

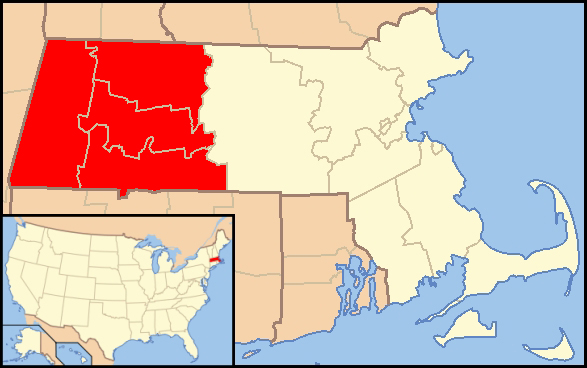
Área territorial da Diocese de Springfield no Estado de Massachusetts.

## Prelados
|                          | Nome                      | Período   | Notas                                 |        |
| Bispos                   | Bispos                    | Bispos    | Bispos                                | Bispos |
| ------------------------ | ------------------------- | --------- | ------------------------------------- | ------ |
| 10º                      | William Draper Byrne      | 2020-     | Atual                                 |        |
| 9°                       | Mitchell Thomas Rozanski  | 2014-2020 | Nomeado Arcebispo de Saint Louis      |        |
| 8º                       | Timothy Anthony McDonnell | 2004–2014 |                                       |        |
| 7º                       | Thomas Ludger Dupré       | 1995-2004 |                                       |        |
| 6°                       | John Aloysius Marshall    | 1992-1994 |                                       |        |
| 5º                       | Joseph Francis Maguire    | 1977-1992 |                                       |        |
| 4º                       | Christopher Joseph Weldon | 1950-1977 |                                       |        |
| 3°                       | Thomas Michael O'Leary    | 1921-1949 |                                       |        |
| 2º                       | Thomas Daniel Beaven      | 1892-1920 |                                       |        |
| 1º                       | Patrick Thomas O'Reilly   | 1870-1892 |                                       |        |
| Bispo coadjutor          |                           |           |                                       |        |
|                          | Joseph Francis Maguire    | 1976-1977 |                                       |        |
| Bispo auxiliar           |                           |           |                                       |        |
|                          | Thomas Ludger Dupré       | 1990-1995 | elevado a Bispo                       |        |
|                          | Leo Edward O’Neil         | 1980-1989 | Nomeado Bispo coadjutor de Manchester |        |
| Administrador apostólico |                           |           |                                       |        |
|                          | Robert Joseph McManus     | 2020      | Bispo de Worcester                    |        |